# Les Pièges du temps
Les Pièges du temps (Tidsrejsen, littéralement « Les Voyages temporels ») est une série télévisée danoise réalisée par Kaspar Munk (da), diffusée du 1er au 24 décembre 2014 sur DR1.
En France, elle a été diffusée en 2017 sur Arte. Elle reste inédite dans les autres pays francophones.

## Synopsis
Passionnée de sciences, Sofie, 13 ans, vit très mal le divorce de ses parents. Grâce à une machine fabriquée par son grand-père, l'adolescente va tenter un retour en 1984, année où ses parents se sont rencontrés, pour essayer de modifier le cours des événements. Mais jouer avec le destin peut avoir de graves conséquences.

## Distribution
Acteurs de la série crédités au générique, et par ordre d'apparition :  
- Bebiane Ivalo Kreutzmann (da) (VF : Pauline Ziadé) : Sofie Villadsen
- Hannibal Harbo Rasmussen (da) (VF : Maxime Baudouin) : Dixie
- Rolf Hansen (VF : Fabrice Lelyon) : Henrik Villadsen
- Patricia Schumann (VF : Patricia Marmoras) : Camilla Villadsen
- Karen-Lise Mynster (VF : Chantal Richard) : grand-mère Ruth Villadsen
- Lars Knutzon (da) (VF : Denis Boileau) : grand-père Alfred Villadsen
- Kurt Ravn (da) (VF : Jacques Bachelier) : agent Gris
- Sigurd Holmen le Dous (VF : Loïc Guingand) : agent Rouge
- Stine Stengade (VF : Marie Seux) : Agent Noir / Sofie fra fremtiden
- Søren Pilmark (VF : Florian Wormser) : Renard Blanc
- Lucas Lynggaard Tønnesen (VF : Zélie Chalvignac) : Oliver
- Jasper Møller Friis : Birk Villadsen
- Niels-Martin Eriksen (da) : Ragnar
- Jonas Kriegbaum : Agent Marron
- Robert Reinhold (da) : Guldland
- Paw Henriksen (da) : grand-père de Sofie en 1984
- Amanda Phillipsen
- Arto Louis Eriksen
- Lukas Munk Billing
- Signe Skov (da) : grand-mère de sofie en 1984
- Susanne Storm
- Fie London : Anna en 1984
- William Rudbeck Lindhardt (da) : Ragnar en 1984
- Thomas Kirk
- Johanne Bie : Emilie
- Liv Ingeborg Berg : fille

## Tournage
La plupart des épisodes ont été tournés à Dragør dans le département de Copenhague, dans l'est de l'île de Seeland au Danemark.

## Épisodes
Les 24 épisodes de la série ont été diffusés au Danemark durant les 24 jours de l'avent du 1er au 24 décembre 2014.
1. Blind Date
2. Hvem er Dixie?
3. Kærlighed på formel
4. Tiden står stille
5. Fanvæg
6. Da far var dreng
7. Sølvræven
8. Jeg hedder Sofie, farfar
9. Måneskin
10. Sneboldeffekten
11. Lucia/Nitroglycerin
12. Har vi hund?
13. Askesky
14. På flugt
15. Se dig aldrig tilbage
16. Husarrest
17. Dig & mig
18. Stjernetegn
19. Guds anden søn
20. Ragnarok
21. Jeg er ikke din søster
22. Frit fald
23. Fanget i fremtiden
24. En ny tid